# Лемма Шура
Ле́мма Шу́ра — утверждение, являющееся одним из основных при построении теории представлений групп.

## Формулировка леммы
Представление группы {\displaystyle G} автоморфизмами некоторого векторного пространства {\displaystyle GL(V)} {\displaystyle \sigma :G\to GL(V)} называется неприводимым, если не существует никакого инвариантного относительно {\displaystyle \sigma } подпространства отличного от 0 и самого {\displaystyle V}.
Лемма Шура: Пусть {\displaystyle f} — линейное отображение векторных пространств {\displaystyle f:V_{1}\to V_{2}} над некоторым полем {\displaystyle K} такое, что существуют два неприводимых представления {\displaystyle \sigma :G\to GL(V_{1})} и  {\displaystyle \tau :G\to GL(V_{2})}, такие, что {\displaystyle \tau _{g}f=f\sigma _{g}} для всех {\displaystyle g}. Тогда:
1) Если {\displaystyle f} не является изоморфизмом, то {\displaystyle f} — нулевое отображение.
2) Если {\displaystyle V_{1}=V_{2}} конечномерны над алгебраически замкнутым полем {\displaystyle K} и  {\displaystyle \sigma =\tau }, то {\displaystyle f} является умножением на некоторый элемент поля {\displaystyle f:x\to \lambda x}.

## Доказательство
Основой доказательства служит следующее общее утверждение, которое часто тоже называют «леммой Шура»:
Пусть {\displaystyle E} и {\displaystyle F} модули, являющиеся простыми (то есть не имеющие подмодулей, отличных от нулевого и самого себя). Тогда любой гомоморфизм {\displaystyle f:E\rightarrow F} является либо нулевым, либо изоморфизмом на {\displaystyle F}.
В самом деле, так как {\displaystyle \mathrm {Ker} \,f} и  {\displaystyle \mathrm {Im} \,f} являются подмодулями, то если {\displaystyle f} ненулевой гомоморфизм, имеем {\displaystyle \mathrm {Ker} \,f=0}, а {\displaystyle \mathrm {Im} \,f=F}, то есть {\displaystyle f} — изоморфизм на весь модуль {\displaystyle F}.
Теперь определим  групповое кольцо {\displaystyle K[G]}. Элементами этого кольца будут линейные комбинации {\displaystyle k_{1}g_{1}+k_{2}g_{2}+...+k_{n}g_{n}}. Умножение определяется {\displaystyle (k_{1}g_{1})(k_{2}g_{2})=(k_{1}k_{2})(g_{1}g_{2})} и далее по линейности. Ясно, что {\displaystyle K[G]} кольцо. На пространстве {\displaystyle V_{1}} определим умножение элемента из {\displaystyle K[G]} на элемент {\displaystyle x\in V_{1}}: {\displaystyle (k_{1}g_{1}+k_{2}g_{2}+...+k_{n}g_{n})x=k_{1}\sigma _{g_{1}}x+k_{2}\sigma _{g_{2}}x+...+k_{n}\sigma _{g_{n}}x}.
Тем самым мы превращаем {\displaystyle V_{1}} в модуль над кольцом {\displaystyle K[G]}. Проверка аксиом модуля тривиальна, т.к. {\displaystyle \sigma } является представлением. {\displaystyle V_{2}} аналогично, заменяя {\displaystyle \sigma } на {\displaystyle \tau }, будет модулем над {\displaystyle K[G]}, а равенство {\displaystyle \tau _{g}f=f\sigma _{g}} то, что отображение {\displaystyle f} является гомоморфизмом модулей. Так как {\displaystyle \sigma } и {\displaystyle \tau } неприводимы, а это означает простоту {\displaystyle V_{1}} и {\displaystyle V_{2}} как модулей над {\displaystyle K[G]}, то первая часть леммы доказана.
Для доказательства второй части используем известное утверждение линейной алгебры о существовании  собственного вектора {\displaystyle x\neq 0} для конечномерного пространства над алгебраически замкнутым полем, соответствующего собственному значению {\displaystyle \lambda }, {\displaystyle f(x)=\lambda x}.
Для любого элемента {\displaystyle g\in G} имеем {\displaystyle \sigma _{g}(f-\lambda \operatorname {id} )=(f-\lambda \operatorname {id} )\sigma _{g}}, причём для собственного вектора  {\displaystyle (f-\lambda \operatorname {id} )(x)=0,} следовательно {\displaystyle f-\lambda \operatorname {id} } по первой части леммы является нулевым гомоморфизмом, а значит, {\displaystyle f} является умножением на некоторое {\displaystyle \lambda }.